# Aurach am Hongar
Aurach am Hongar är en ort och kommun i Österrike. Den ligger i distriktet Vöcklabruck i förbundslandet Oberösterreich, 200 kilometer väster om huvudstaden Wien. 
Kommunen består av elva orter (Ortschaften) (inom parentes invånarantal 1 januari 2024):

- Aurach am Hongar (410)
- Grafenbuch (26)
- Hainbach (252)
- Halbmoos (84)
- Illingbuch (79)
- Jetzing (98)
- Kasten (272)
- Looh (267)
- Pranzing (271)
- Raschbach (97)
- Weichselbaum (30)